# Bázisalagút

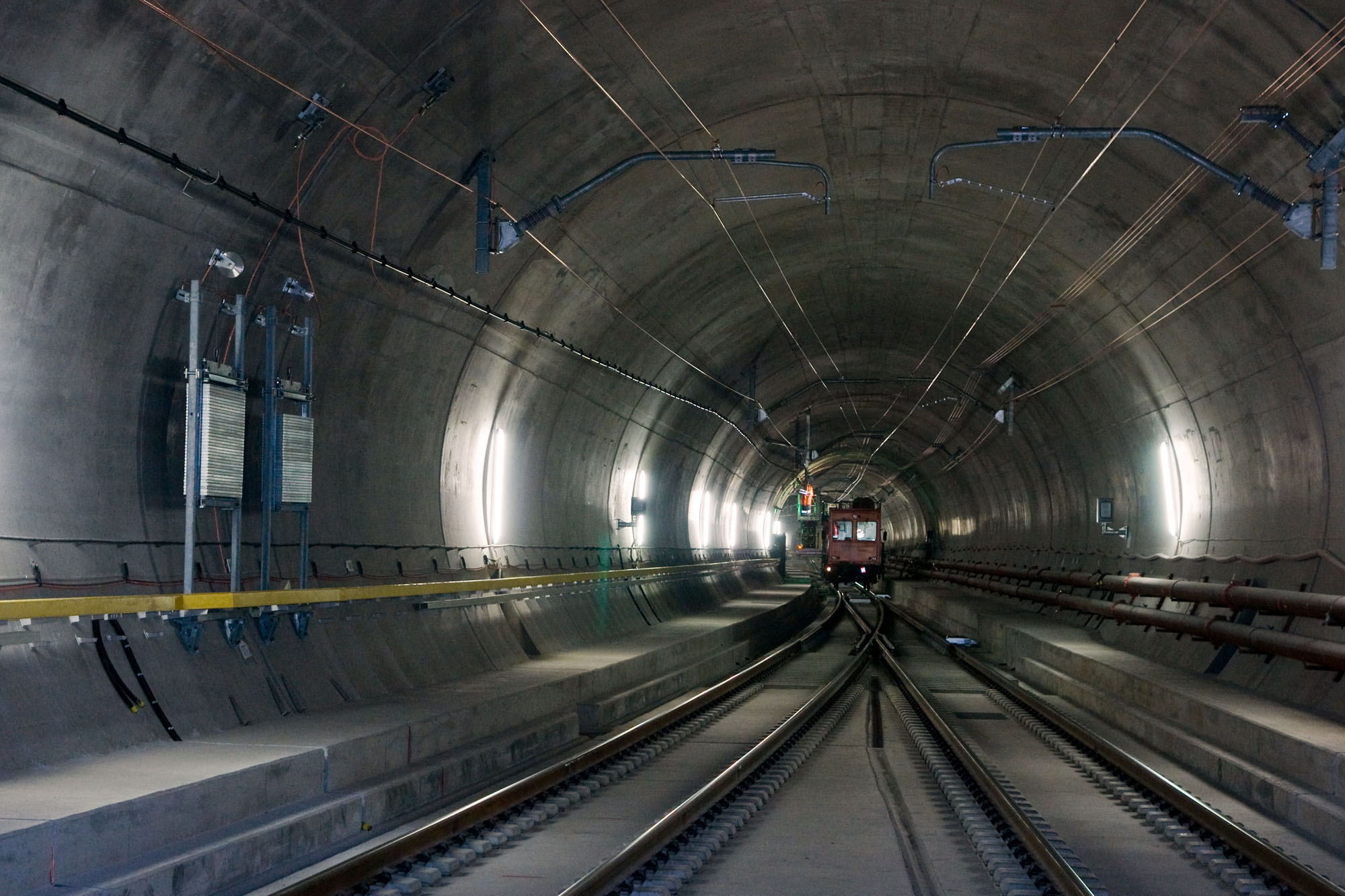
A svájci Gotthárd-bázisalagút, a világ leghosszabb bázisalagútja

A bázisalagút az alagutak egy fajtája, olyan alagút, mely jellemzően két alacsonyan fekvő völgyet kapcsol össze úgy, hogy a közöttük magasodó akadályt közvetlenül a lábánál fúrják keresztül. Ezzel elkerülhető a hosszú rámpák, emelkedők, spirálalagutak építése, így a vonatok kevesebb energiával, gyorsabban tudnak haladni. Hátránya, hogy megépítése lassú folyamat és az építés ára sokszorosa egy hagyományos vasútvonal megépítésének.
A jelenlegi leghosszabb báziusalagút a svájci Gotthárd-bázisalagút, mely 57,1 km hosszúságú.
Jelenleg Európában már több bázisalagút üzemel, és továbbiak állnak építés és tervezés alatt.

## Előzmények
A vasútépítések kezdetén, a 19.-20. században a mérnökök a vasútvonalakat a hegyeken át a lehető legkevesebb alagút megépítésével próbálták átvezetni. Ez hosszú vonalkifejtéseket, kacskaringós vonalvezetést eredményezett, ami megfelelt az akkori közlekedési igényeknek. Napjainkra azonban a vonatok száma, tömege és sebessége is jelentősen megnőtt, így a 19. századi vasúti pályák egyre kevésbé felelnek meg a mai kor igényeinek. A hegyvidéki vonalakon nem ritka a két, sőt három vontatómozdony használata sem, miközben a sebesség nem éri el a 100 km/h-t. Ezeket a forgalmas, nehezen járható szakaszokat váltják ki a bázisalagutak, melyek nem csak időt, hanem jelentős mennyiségű vontatási energiát is megtakarítanak. A vonatok tömege és sebessége úgy növelhető, hogy elég csupán egy mozdony a szerelvény elejére.

## Technika
A bázisalagutak nem csak a hosszukban térnek el a hagyományos alagutaktól. Általában két különálló csőből állnak, hogy vészhelyzet esetében az egyik menekülőjárat lehessen. Az alagútban a két cső között több helyen is lehetséges átkötés, de épülhet köztes kijárat is. A fúrást gyakran nem csak a két végpont felől, hanem további közbenső helyszíneken is végzik, hogy az építkezést felgyorsítsák.

## A leghosszabb bázisalagutak
- Gotthárd-bázisalagút (57,1 km, 2016), Svájc
- Mont d’Ambin-bázisalagút (57 km, tervezett), Franciaország és Olaszország
- Brenner-bázisalagút (55 km, építés alatt, várható megnyitás: 2025), Ausztria és Olaszország
- Lötschberg-bázisalagút (34,6 km, 2007), Svájc
- Koralm-alagút (32,9 km, építés alatt, várható megnyitás: 2022), Ausztria
- Semmering-bázisalagút (27,3 km, építés alatt, várható megnyitás: 2025), Ausztria
- Pajares-bázisalagút (24,7 km, 2012, de jelenleg nem használt), Spanyolország
- Zimmerberg-bázisalagút (20 km, tervezett), Svájc
- Apennine-bázisalagút (18,5 km, 1934), Olaszország
- Ceneri-bázisalagút (15,4 km, 2020), Svájc
- Furka-bázisalagút (15,4 km, 1982), Svájc

Az USA-ban a tervezett kaliforniai nagysebességű vasútvonalon szintén épülni fog egy bázisalagút.